# Tsuka

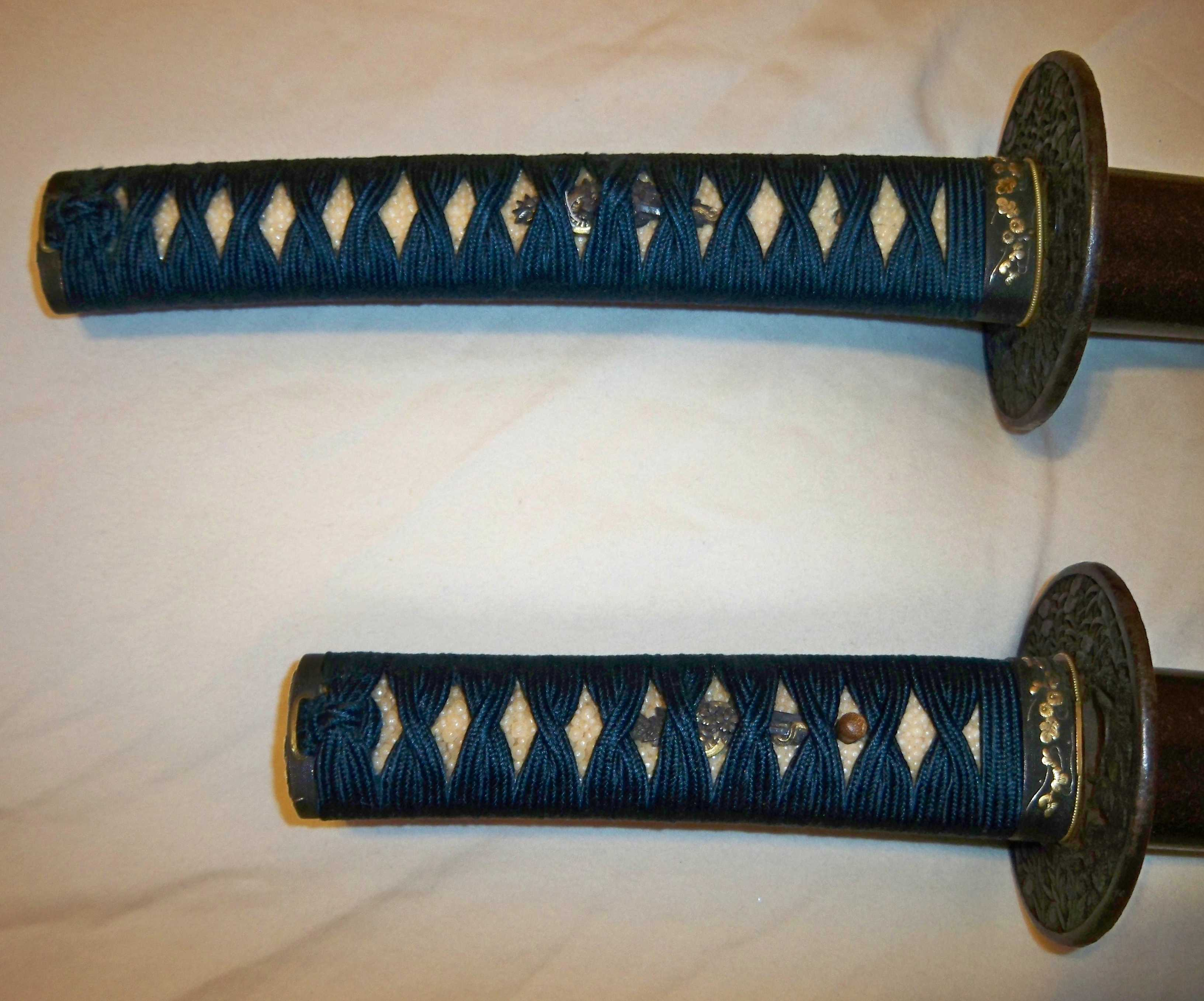
Tsuka

El tsuka és el mànec o empunyadura d'una katanao sabre japonès. Aquest pot estar fet de fusta dura tallada coberta amb pell de rajada o tauró i, a més, ornamentada amb petites peces metàl·liques d'or, plata o bronze amb gravats de la mitologia japonesa: menuki.
Per a subjectar els menukis es fa un trenat amb cotó o cuir (ito) que permet, a més, tenir una millor adherència de la mà amb l'empunyadura i, per tant, un millor control de l'espasa. Als extrems té unes peces metàl·liques. La que separa la fulla de l'empunyadura s'anomena fuchi. La que remata l'empunyadura s'anomena kashira. Les dues poden estar decorades amb gravats ornamentals i serveixen per a fixar el ito.
La tradició diu que la llargada del tsuka ha de ser igual que la llargada de l'avantbraç de qui esgrimeixi la katana.